# Kapel van Crépion
De Kapel van Crépion (Chapelle du Crépion) is een kapel in de Henegouwse gemeente Vloesberg, gelegen aan de Rue La Louvière, in het Livierenbos (Bois de la Louvière).
Deze kapel werd gebouwd in 1938. Hij vervangt een vroegere, 18e-eeuwse, kapel. De kapel op vierkante plattegrond is gebouwd in baksteen en beton. Hij heeft een grote luifel terwijl hij verder bestaat uit een toegankelijke ruimte en de eigenlijke kapelruimte die door een hekwerk is afgesloten. De kapel is voorzien van een dakruiter.
De kapel wordt omringd door een veertiental kruiswegstaties, uitgevierd in beton en cement, welke al in 1931 werden opgericht.